# Agriophyllum
Agriophyllum M. Bieb. – rodzaj roślin z rodziny szarłatowatych (Amaranthaceae Juss.). Według The Plant List w obrębie tego rodzaju znajduje się 6 gatunków. Występuje naturalnie na obszarze od Europy po Azję Środkową, jednak inne źródła podają występowanie na obszarze od Azji Środkowej po Południowo-Wschodnią. Gatunkiem typowym jest A. squarrosum (L.) Moq.

## Morfologia
PokrójZielne rośliny jednoroczne.
LiścieUlistnienie jest naprzemianległe. Liście są pojedyncze, całobrzegie.
KwiatyPromieniste, obupłciowe, siedzące. Są pojedyncze lub zebrane w kłębiki lub kłosy, rozwijają się w kątach pędów. Mają od 1 do 5 wolnych i błoniastych działek kielicha. Pręcików jest od 1 do 5, są wolne. Zalążnia jest górna, jednokomorowa.
OwoceNiełupki przybierające kształt pęcherzy, przez co sprawiają wrażenie jakby były napompowane.

## Biologia i ekologia
Gatunek A. latifolium jest biegaczem, czyli rośliną, których pędy nadziemne lub ich części przemieszczają się po powierzchni ziemi pod wpływem działania wiatru. 

## Systematyka
Pozycja systematyczna według APweb (aktualizowany system APG IV z 2016)Należy do rodziny szarłatowatych (Amaranthaceae) Juss., która wraz z siostrzanymi rodzinami Achatocarpaceae i goździkowate jest jednym z kladów w obrębie rzędu goździkowców (Caryophyllales) i klasy roślin okrytonasiennych.
Lista gatunków
- Agriophyllum lateriflorum (Lam.) Moq.
- Agriophyllum latifolium Fisch. & C.A.Mey.
- Agriophyllum minus Fisch. & C.A.Mey.
- Agriophyllum montasirii El Gazzar
- Agriophyllum paletzkianum Litv.
- Agriophyllum squarrosum (L.) Moq.

## Zastosowanie
Nasiona gatunku A. squarrosum są ważnym składnikiem diety mieszkańców Mongolii. Są również elementem pasz.